# Зубна емаль
Зубна емаль — тверда мінералізована тканина білого чи злегка жовтуватого кольору, що покриває зовні коронку зуба і захищає дентин і пульпу від дії зовнішніх подразників. Товщина шару емалі максимальна в ділянці горбиків жувальних зубів, де вона досягає 2,3-3,5 мм і мінімальна в ділянці шийки (0,01 мм). На апроксимальних поверхнях постійних зубів вона звичайно дорівнює 1-1,3 мм. Тимчасові зуби мають шар емалі, що не перевищує 1 мм.
Емаль — найтвердіша тканина організму людини. Вона містить 95 % мінеральних речовин (переважно гідроксиапатит, фторапатит, карбонатапатит і інше), 1,2 % органічних, 3,8 % води, зв'язаної з кристалами й органічними компонентами та вільну. Емаль проникна в обох напрямках. Найменшою проникністю володіють її зовнішні, звернені в порожнину рота ділянки. Ступінь проникності неоднаковий у різні періоди розвитку зуба. 
В емалі постійно відбувається обмін речовин (іонів), що поступають як із дентину та пульпи, так і зі слини. Одночасно з надходженням іонів (ремінералізація) відбувається їхнє вимивання (демінералізація). Ці процеси знаходяться в стані динамічної рівноваги. Емаль не містить клітин і не здатна до регенерації при ушкодженні.

## Будова емалі
Емаль утворена емалевими призмами і міжпризматичною речовиною. Основні структурно-функціональні одиниці емалі — емалеві призми. Вони проходять через товщу емалі радіально, переважно перпендикулярно емалево-дентинній границі, зігнуті у вигляді букви S. S-подібний хід пучків емалевих призм обумовлює появу на подовжніх шліфах темних (діазони) і світлих (паразони) смуг, перпендикулярних поверхні емалі. Вони називаються смугами Гунтера — Шрегера.
Емалеві призми розташовуються пучками, по 10—20 призм. В ділянці шийки призми розташовуються горизонтально. Форма призм на поперечному перетині овальна, полігональна, частіше — арочна. Емалеві призми складаються з щільно укладених і впорядкованих кристалів гідроксиапатита. Кристали в зрілій емалі приблизно в 10 разів крупніші кристалів дентину, цементу і кістки: їхня товщина становить 25—40 нм, ширина—40-90 нм і довжина— 100—1000 нм. Кожен кристал покритий гідратною оболонкою товщиною близько 1 нм. Між кристалами є мікропростори, заповнені водою (емалевою рідиною), що служить перенощиком молекул ряду речовин і іонів. В центральній частині призми кристали розташовані паралельно осі призми, при віддаленні від центру — відхиляються від її напрямку.
На поздовжніх шліфах визначаються також лінії Ретціуса. Вони коричнево-жовтого кольору, мають вигляд арок, що йдуть криво від поверхні емалі до емалево-дентинної межі. На поперечних шліфах — це концентричні круги. Лінії Ретціуса — лінії росту емалі, з'являються у зв'язку з періодичністю процесу звапнення.
Якщо простежити лінії Ретциуса до їхнього виходу на поверхню зуба, то вони будуть відповідати циркулярним борозенкам, тобто ділянкам емалі, де вона має меншу товщину. По краях борозенок і на їхньому дні виявляються численні дрібні вдавлення на поверхні емалі діаметром 4-6 мкм і глибиною 0,5-3 мкм — ямки. Вони з'являються в ході розвитку і відповідають розташуванню відростків Томса знамелобластов у період завершення секреції матрикса емалі.
Між цими борозенками розташовуються валики висотою 2-4,5 мкм і шириною 30—160 мкм, називані перикиматіоми. Перикиматії оперізує коронку у виді горизонтальних рівнобіжних ліній. Вони розташовані рівномірно в 70 % випадків і неоднаково помітні в зубах різних людей. Особливо чітко перикиматії помітні в пришийковій ділянці. У напрямку до ріжучого краю, вони згладжуються. Перикиматії зникають з віком внаслідок стирання поверхні емалі.
Міжпризмова речовина по будові ідентична емалевим призмам, але кристали гідроксиапатиту орієнтовані під прямим кутом до кристалів призм. Міжпризмова речовина оточує призми округлої і полігональної форми і розмежовує їх. При арковій структурі призм їхні частини знаходяться в безпосередньому контакті одна з одною, а міжпризмова речовина, як така практично відсутня. Міжпризмова речовина в емалі людини на шліфах має дуже малу товщину (менш 1 мкм). Ступінь мінералізації міжпризмової речовини нижча, ніж емалевих призм, але вища, ніж оболонок емалевих призм. У зв'язку з цим при декальцинації в процесі виготовлення гістологічного чи препарату в природних умовах (під впливом карієсу) розчинення емалі відбувається в наступній послідовності: спочатку в ділянці оболонок призм, потім міжпризмової речовини і лише після цього самих призм. Міжпризмова речовина має меншу міцність, ніж емалеві призми, тому при виникненні тріщин в емалі вони звичайно проходять по ній, не торкаючись призми

## Структурні елементи
Структурні елементи — емалеві пучки, пластинки і веретена — ділянки емалі, що містять недостатньо звапнені емалеві призми і міжпризмову речовину, містять білки (типу енамеліну) у високій концентрації. Емалеві пластинки тягнуться від поверхні емалі до ємалево-дентинного з'єднання. Вони можуть служити шляхами розповсюдження мікроорганізмів з поверхні емалі в глибину. Емалеві пучки — проникають в емаль на невелику відстань. Емалеві веретена — короткі веретеноподібні структури, розташовані у внутрішній третині емалі перпендикулярні емалево-дентинній межі. Припускають, що це замуровані відростки одонтобластів або енамелобласти, замуровані в емалі.
Поверхню емалі покриває тонка оболонка — кутикула, яка складається з двох шарів:
- первинної кутикули (оболонки Насміта) — внутрішнього тонкого (близько 0,5-1,5 мкм) гомогенного шару глікопротеїнів, що є кінцевим секреторним продуктом енамелобластів;
- вторинної кутикули, утвореної зовнішнім товстішим (близько 10 мкм) шаром скороченого епітелію емалевого органа.

Після прорізування зубів кутикула стирається на їхніх жувальних поверхнях, частково зберігаючи на бічних.
Функції емалі — захисна, трофічна.